# 鯉沼九八郎
鯉沼 九八郎（こいぬま くはちろう、嘉永5年12月13日（1853年1月22日） - 大正13年（1924年）12月29日）は、栃木県の政治家で、自由民権運動家。「隻腕の加波山将軍」の異名で知られる。

## 経歴
下野国都賀郡稲葉村（現・栃木県下都賀郡壬生町）の出身。壬生藩校に学んだ後、1882年に板垣退助らが結成した自由党に参加し、福島事件のすぐ後に栃木県大運動会（自由党弾圧に対する抗議運動で、一万数千人が参加した）の発起人になったことで全国に名を知られた。1884年、自由民権運動の弾圧者として著名であった栃木県令、三島通庸の暗殺計画に参加（加波山事件）。9月の新県庁の開庁式で爆殺することを目的として爆裂弾の作成を行うが、9月12日午後に爆薬調製中の事故で左手首から先を失い、壬生町内の石崎病院へ運ばれた。
加波山事件が失敗に終わった後、強盗殺人罪により起訴され、懲役15年の判決を受けた。この罪状および判決は、同事件が民権運動家による政治事件ではなく、爆裂弾を資金集めのための強盗目的と認定されたこと、および、怪我により事件の決起に直接の参加を行わなかったことによるものであった。
なお、当事件で用いられた爆裂弾は、ロシアのテロリストニコライ・キバリチッチが開発した手投げ弾により、ロシア皇帝であったアレクサンドル2世が爆殺されたことをロシア革命史で知った鯉沼が独自に開発したものであり、テロ爆弾としては日本史上初のものであった。そのため、事件のすぐ後の1884年12月に爆発物取締罰則が制定されている。
その後、1886年から1893年まで北海道空知監獄署にて服役。出所後、1899年から1911年まで栃木県県議会議員を務めた。1924年10月に死去、享年73（数え年）。
現在、出身地である栃木県下都賀郡壬生町に碑がある。

## 生年について
鯉沼九八郎の生年は資料によりまちまちである。日本人名大辞典+Plusでは、「嘉永5年12月13日-大正13年12月29日、73歳死去」となっているが、『テロ爆弾の系譜』では「嘉永5年（1851年）-1924年（大正13年）10月29日、73歳死去」となっており、さらに下野新聞記事には「1858年-1924年」との記載がある。
生没年と死去年齢から考えると、日本人名大辞典+Plusは「73歳死去」が数え年であれば矛盾は生じない。『テロ爆弾の系譜』は、1851年ならば嘉永4年であるはずなので数字が合わず誤記の可能性があること、下野新聞の「1858年-1924年」では死去年齢が明らかに合わないことから、本稿では日本人名大辞典+Plusの生没年を用いた。